# Eranellur
Eranellur es una ciudad censal situada en el distrito de Thrissur en el estado de Kerala (India). Su población es de 10145 habitantes (2011). Se encuentra a 15 km de Thrissur y a 85 km de Cochín.

## Demografía
Según el censo de 2011 la población de Eranellur era de 10145 habitantes, de los cuales 4735 eran hombres y 5410 eran mujeres. Eranellur tiene una tasa media de alfabetización del 96,12%, superior a la media estatal del 94%: la alfabetización masculina es del 97,36%, y la alfabetización femenina del 95,06%.